# NGC 357
NGC 357 (również PGC 3768) – galaktyka spiralna z poprzeczką (SB0-a), znajdująca się w gwiazdozbiorze Wieloryba. Odkrył ją William Herschel 10 września 1785 roku.